# NGC 7117
NGC 7117 (również PGC 67303) – galaktyka eliptyczna (E-S0), znajdująca się w gwiazdozbiorze Żurawia. Odkrył ją John Herschel 30 września 1834 roku.